# Martha Tuttle
Martha Tuttle (Santa Fe, 1989) is een Amerikaanse hedendaagse multidisciplinaire kunstenares. Zij maakt abstracte werken die zich situeren tussen de schilderkunst en textielkunst, met uitbreiding naar beeldhouwkunst, prentkunst en literatuur. Zij woont en werkt in Brooklyn.

## Biografie
Martha Tuttle is de dochter van de kunstschilder en beeldhouwer Richard Tuttle en de dichteres Mei-Mei Berssenbrugge. Ze bracht haar jeugd door in New Mexico. 
In 2011 behaalde ze haar Bachelor of Arts aan het het Bard College in New York en in 2015 de graad van Master of Fine Arts voor schilderen en grafiek aan de Yale School of Art, de kunstacademie van Yale Universiteit in Connecticut.
Martha Tuttle debuteerde in 2011 in een groepstentoonstelling in de Tilton Gallery. Ze kreeg haar eerste solotentoonstelling in 2016 in de Tilton Gallery waar ze opgemerkt werd door de kunstcritici als David Ebony en Cait Munro. Ze nam deel aan meerdere groeps- en solotentoonstellingen in de Verenigde Staten, Azië en Europa, waaronder tentoonstellingen in Antwerpen en Knokke.
Haar werken worden gekenmerkt door haar affiniteit met natuurlijke en organische materialen en de intensieve lichamelijke beleving van haar verwerkingsprocessen in combinatie met een meditatief aspect en duurzaamheid. Met haar kunst streeft zij naar een fysische en spirituele relatie tussen de mens en de natuur.
Zij maakt zowel kleinere ingekaderde werken als grote buiteninstallaties in harmonie met de natuur of de kosmos. Ze werkt onder andere met zijde, linnen, wol, papier, hematiet, wede, indigo, glas rots en hout, dikwijls gevonden of gerecupereerd. Haar wol spint ze zelf. Deze materialen bewerkt ze met multidisciplinaire technieken zoals schilderen, beeldhouwen, textieltechnieken en printen. Het resultaat zijn abstracte kunstwerken die zich tussen schilderij, textielkunst en beeldhouwkunst situeren, waarbij het onderscheid soms moeilijk te maken is. Haar kunst wordt regelmatig vergezeld van literatuur of poëzie, soms in samenwerking met haar moeder.

## Onderscheidingen
Ze ontving verschillende onderscheidingen, fellowships en stages in residentiële ateliers.

## Musea
Haar werk is opgenomen in de collecties van het Museum of Modern Art (MOMA) in New York, The University of San Diego, het Smith College Museum of Art in Northampton, Massachusetts en The National Gallery Museum of Fine Arts in Houston.